# جوي كرامر
جوي كرامر (بالإنجليزية: Joey Kramer)‏ هو طبال أمريكي، ولد في 21 يونيو 1950 في ذا برونكس في الولايات المتحدة.

## وصلات خارجية
- جوي كرامر على موقع IMDb (الإنجليزية)
- جوي كرامر على موقع الموسوعة البريطانية (الإنجليزية)
- جوي كرامر على موقع ميوزك برينز (الإنجليزية)
- جوي كرامر على موقع أول ميوزيك (الإنجليزية)
- جوي كرامر على موقع ديسكوغز (الإنجليزية)
- جوي كرامر على موقع قاعدة بيانات الفيلم (الإنجليزية)